# 12 днів жаху
«12 днів жаху» (англ. Savate) — телевізійний фільм режисера Джека Шолдера, знятий за однойменною книгою Річарда Ферніколи, заснованою на реальних подіях.

## Сюжет
У липні 1916 року пляжі Нью-Джерсі наповнені людьми, бо вони хочуть охолодитися від надзвичайної спеки. Але їх очікує небезпека — величезна акула. Після першого нападу рятівник Алекс наполягає на закритті пляжу, але чиновники не поспішають цього робити, щоб не втрачати прибуток від туристичного бізнесу. Протягом 12 днів жертвами акули стали чотири людини (серед них був і друг Алекса), п'ятеро отримали серйозні травми. Урешті-решт акулу було спіймано, а її розтин показав наявність великої кількості залишків людських тіл.

## У ролях
| Актор           | Роль           |
| --------------- | -------------- |
| Колін Ігглсфілд | Алекс          |
| Марк Декстер    | Стенлі Фішер   |
| Джон Ріс-Девіс  | капітан        |
| Дженна Гаррісон | Еліс           |
| Джеймі Бартлетт | Майкл Шлейссер |
| Адріан Галлі    | Енгел          |
| Колін Стінтон   | Джон Ніколс    |
| Роджер Дваєр    | Фредерік Лукас |
| Ендрю Марк Сміт | Джозеф Данн    |

## Створення фільму

### Виробництво
Зйомки фільму проходили в Кейптауні, ПАР.

### Знімальна група
- Кінорежисер — Джек Шолдер
- Сценаристи — Джеффрі Рейнер, Томмі Лі Воллес
- Кінопродюсер — Денніс Стюарт-Мерфі
- Композитор — Дж. Пітер Робінсон
- Кінооператор — Жак Гайткін
- Кіномонтаж — Майкл Швейтцер
- Художник-постановник — Джонатан А. Карлсон
- Артдиректор — Зак Гроблер
- Художник-декоратор — Марк Жубер
- Художник з костюмів — Мойра Енн Меєр[1]

## Сприйняття
Фільм отримав переважно негативні відгуки. На сайті Rotten Tomatoes оцінка стрічки становить 27 % від глядачів із середньою оцінкою 2,9/5 (1 437 голосів). Фільму зарахований «розсипаний попкорн» від глядачів, Internet Movie Database — 5,6/10 (1 510 голосів).